# Kjetil Berge
Kjetil Berge (Kvinnherad, 5 giugno 1981) è un ex calciatore norvegese, di ruolo difensore.

## Carriera
Berge iniziò la carriera professionistica con la maglia del Kjelsås, squadra per cui esordì nella Adeccoligaen in data 30 aprile 2004, giocando da titolare l'incontro in casa dello Strømsgodset, perso due a zero. In questa squadra, collezionò 29 apparizioni totali in due stagioni.
Nel 2002 passò al Lørenskog, dove rimase fino al 2004. Nel 2005 tornò a giocare nella Adeccoligaen, ma stavolta con la maglia dello Skeid: debuttò per il nuovo club il 10 luglio, giocando da titolare nella sconfitta per uno a zero contro lo Strømsgodset. L'11 settembre dello stesso anno, arrivò la prima rete per lo Skeid: fu suo il gol del momentaneo uno a zero nel successo per tre a uno sul Løv-Ham.
Nel 2008, passò al Sarpsborg Sparta: l'esordio ufficiale in squadra fu datato 6 aprile, nella sconfitta per due a zero in casa dello Hødd. Dal 2009, il club cambiò il nome in Sarpsborg 08 e, nel 2010, conquistò la promozione nella Tippeligaen.
La sua squadra preferita è il Liverpool, mentre il suo calciatore preferito è Steven Gerrard.

## Palmarès

### Club

#### Competizioni nazionali
- 2. divisjon: 1

Skeid: 2006 (gruppo 2)